# Perieni
Perieni é uma comuna romena localizada no distrito de Vaslui, na região de Moldávia. A comuna possui uma área de 62.04 km² e sua população era de 3733 habitantes segundo o censo de 2007.